# Заслуженный агроном РСФСР
Заслуженный агроном РСФСР — почётное звание РСФСР. 
Установлено Указом Президиума Верховного Совета РСФСР, от 28 января 1954 года, «Об установлении почётного звания „Заслуженный агроном РСФСР“». Присваивалось Президиумом Верховного Совета РСФСР. Лицам, удостоенным звания, вручалась грамота Президиума Верховного Совета РСФСР и нагрудный знак.
С июля 1991 года почётное звание присваивалось указами Президента РСФСР. При этом, в связи с изменением названия государства с «Российская Советская Федеративная Социалистическая Республика» на «Российская Федерация» в наименовании почётного звания аббревиатура «РСФСР» была заменена словами «Российской Федерации», но сохраняло силу Положение о почётном звании, утверждённое Указом Президиума ВС РСФСР от 28 января 1954 года.
Исключено из государственной наградной системы Российской Федерации Указом Президента Российской Федерации от 30 декабря 1995 года № 1341 «Об установлении почётных званий Российской Федерации, утверждении положений о почётных званиях и описания нагрудного знака к почётным званиям Российской Федерации».
В системе государственных наград Российской Федерации званию «Заслуженный агроном РСФСР» соответствовало почётное звание «Заслуженный агроном Российской Федерации» (упразднено Указом Президента Российской Федерации от 7 сентября 2010 года № 1099 «О мерах по совершенствованию государственной наградной системы Российской Федерации»).